# TUM AeroCarga
TUM AeroCarga (bis 2018 MCS AeroCarga) ist eine mexikanische Frachtfluggesellschaft mit Sitz in Mexiko-Stadt.

## Geschichte
TUM AeroCarga wurde 2015 als MCS AeroCarga gegründet und 2018 in ihren heutigen Namen umbenannt. Sie befindet sich in Besitz der MCS Holding Cargo Services und der Grupo TUM.

## Flugziele
TUM AeroCargo bedient über 25 mexikanische Ziele von ihrem Heimatflughafen aus mit Frachtflügen. Außerdem führt sie Fracht-Charterflüge durch.

## Flotte
Mit Stand August 2024 besteht die Flotte der TUM AeroCarga aus 9 Frachtflugzeugen mit einem Durchschnittsalter von 29,7 Jahren:
| Flugzeugtyp          | Anzahl | bestellt | Anmerkungen                             | Durchschnittsalter |
| -------------------- | ------ | -------- | --------------------------------------- | ------------------ |
| Boeing 737-300       | 1      |          |                                         | 33,2 Jahre         |
| Boeing 737-400       | 2      |          | eine inaktiv; ehemalige Alaska Airlines | 32,1 Jahre         |
| Bombardier CRJ-100PF | 1      |          | inaktiv                                 | 30,8 Jahre         |
| Bombardier CRJ-200PF | 5      |          |                                         | 27,9 Jahre         |
| Gesamt               | 9      | –        |                                         | 29,7 Jahre         |